# Бараново (платформа)
Бара́ново — железнодорожная платформа Курского направления Московской железной дороги. Расположена в Ясногорском районе Тульской области. До начала 1990-х годов носила название «170 км».
Имеется прямое беспересадочное сообщение с Тулой, Серпуховым и Москвой. Для посадки и высадки пассажиров используются две боковые платформы. На платформе «На Тулу» расположен павильон, где находятся билетная касса, ныне неработающая, и навес для ожидания поездов. В середине платформы «На Москву» имеется мостик для осмотра состава помощником машиниста, т.к. платформа находится в кривой.
На платформе останавливаются все электропоезда (7 пар в сутки), следующие в южном направлении до станции Тула-I, в северном — до станций Серпухов, Москва-Курская, Москва-Каланчёвская.
Время движения с Курского вокзала — 2 час. 55 мин., с Московского вокзала Тулы — 28 мин. Относится к 17 тарифной зоне. Не оборудована турникетами.
Вблизи находятся деревни Бараново, Севостеево, Струнино. В километре от платформы пролегает автодорога Ясногорск—Ревякино.
22 мая 2014 года, в 14 часов 03 минуты, в двух километрах от платформы, на 168 километре Курского направления Московской железной дороги, произошло возгорание третьей секции локомотива ВЛ11-495Б, 1984 года постройки, приписанного к ТЧЭ-27 Орёл-Сортировочный, следующего по нечетному пути в направлении Тулы с грузовым составом. В 14 часов 25 минут возгорание было ликвидировано, при этом движение поездов по данному участку было приостановлено в обоих направлениях до 16 часов 01 минуты. Пострадавших и погибших в результате происшествия нет. С отклонением от графика проследовали два электропоезда, иные поезда следовали без опозданий.